# Bugár Anna
Bugár Anna (Dunaszerdahely, 1988. október 23. –) magyar színésznő.

## Életpályája
A pozsonyi Duna Utcai Gimnáziumban tanult. Érettségi után a Bánfalvy Stúdió tanulója lett, majd azóta is a társulat tagja. 2016-ban szerepet kapott a Jóban rosszban című napi sorozatban. 2019-ben a FEM3 csatornán műsorvezetőként is bemutatkozott.

### Magánélete
2016-ban házasodott össze férjével, Balogh Attilával.

## Fontosabb szerepei
| Szerző                              | Előadás címe                                              | Szerep            | Színház         | Rendező          | Bemutatás éve |
| ----------------------------------- | --------------------------------------------------------- | ----------------- | --------------- | ---------------- | ------------- |
| Szabó Magda                         | Abigél                                                    | Vitay Georgina    | Bánfalvy Stúdió | Szikora János    | 2012          |
| Pierre Barillet – Jean-Pierre Grédy | A kaktusz virága                                          | Madame Chouchou   | Bánfalvy Stúdió | Schlanger András | 2013          |
| Ray Cooney – John Chapman           | Ma estére szabad a kecó avagy a londoni szextett          | Sylvie            | Bánfalvy Stúdió | Horváth Csaba    | 2014          |
|                                     | Grease                                                    | Patty Simcox      | Bánfalvy Stúdió | Szurdi Miklós    | 2015          |
|                                     | ELVIS, OLTÁR, MIAMI, avagy 1/2 millió dollár gazdát keres | Alice Martin      | Bánfalvy Stúdió | Harmath Imre     | 2016          |
| Michael Cooney                      | Nicsak, ki lakik itt?                                     | Sally Chessington | Bánfalvy Stúdió | Horváth Csaba    |               |
| Ray Cooney                          | A miniszter félrelép                                      | Jane Worthington  | Bánfalvy Stúdió | Horváth Csaba    | 2017          |
| Ray Cooney                          | Páratlan Páros I.                                         |                   | Bánfalvy Stúdió | Horváth Csaba    |               |

## Filmes és televíziós szerepei
- Jóban rosszban (2016-2022) – Barta Enikő[3]